# Sindrit Guri
Sindrit Guri, né le 23 octobre 1994 à Shkodër en Albanie, est un footballeur international albanais. Il évolue à İstanbulspor au poste d'attaquant.

## Biographie

### En club
Lors de la saison 2017-2018, il inscrit 19 buts dans le championnat d'Albanie avec le club du FK Kukësi. Il marque notamment un triplé face au Partizan Tirana en avril 2018.
Lors de la saison 2018-2019, il rejoint le club belge du KV Ostende
En 2021, il rejoint gratuitement le Shkendija Tetovo club de première division en Macédoine du Nord.

### En équipe nationale
Il joue son premier match en équipe d'Albanie le 29 mai 2018, en amical contre le Kosovo (défaite 0-3 à Zurich).

## Palmarès
- Champion d'Albanie en 2017 avec le FK Kukësi
- Vice-champion d'Albanie en 2018 avec le FK Kukësi